# Grégory Gendrey
Grégory Gendrey (ur. 10 lipca 1986 w Basse-Terre) – gwadelupski piłkarz występujący na pozycji pomocnika w Solidarité-Scolaire.

## Kariera klubowa
Grégory Gendrey rozpoczął zawodową karierę w 2007 roku w klubie Evolucas Petit-Bourg. Z Evolucas zdobył mistrzostwo Gwadelupy w 2008. W 2009 wyjechał do Francji do Vannes OC. Już po paru miesiącach przeszedł do czwartoligowego AFC Compiègne. Od 2011 jest zawodnikiem trzecioligowego belgijskiego klubu ROC Charleroi-Marchienne.

## Kariera reprezentacyjna
W reprezentacji Gwadelupy Gendrey zadebiutował w 2008. W 2009 po raz pierwszy uczestniczył w Złotym Pucharze CONCACAF. Na turnieju wystąpił w trzech meczach z Nikaraguą, Meksykiem i Kostaryką.
W 2011 po raz drugi uczestniczył w Złotym Pucharze CONCACAF. Na turnieju wystąpił w meczu z Panamą.